# Interlands Curaçaos voetbalelftal 2011-2019
Deze pagina toont een chronologisch en gedetailleerd overzicht van de interlands die het Curaçaos voetbalelftal speelde in de periode 2011 – 2019. Het land speelde zijn eerste officiële interland in augustus 2011. Hiervoor kwamen voetballers uit voor het Nederlands-Antilliaans voetbalelftal.

## Interlands

### 2011
|                                                      |                        |       |         |                                                                         |
| 19 augustus Vriendschappelijk № 1 «onderlinge duels» | Dominicaanse Republiek | 1 – 0 | Curaçao | Estadio Panamericano, San Cristóbal Scheidsrechter: Sandy Vasquez (DOM) |
| 19 augustus Vriendschappelijk № 1 «onderlinge duels» | Johan Cruz 70'         |       |         | Estadio Panamericano, San Cristóbal Scheidsrechter: Sandy Vasquez (DOM) |

|                                                      |                        |       |         |                                                                               |
| 21 augustus Vriendschappelijk № 2 «onderlinge duels» | Dominicaanse Republiek | 1 – 0 | Curaçao | Estadio Panamericano, San Cristóbal Scheidsrechter: Juan Carlos Hidalgo (DOM) |
| 21 augustus Vriendschappelijk № 2 «onderlinge duels» | Fernando Casanova 29'  |       |         | Estadio Panamericano, San Cristóbal Scheidsrechter: Juan Carlos Hidalgo (DOM) |

|                                                                 |                                                                                          |       |                                      |                                                                                              |
| 2 september Kwalificatie WK 2014 Groep F № 3 «onderlinge duels» | Antigua en Barbuda                                                                       | 5 – 2 | Curaçao                              | Sir Vivian Richards Stadium, Antigua Toeschouwers: 2.000 Scheidsrechter: Javier Santos (PUR) |
| 2 september Kwalificatie WK 2014 Groep F № 3 «onderlinge duels» | Marc Joseph 42' Quinton Griffith 45' Tamarley Thomas 54' Peter Byers 75' Peter Byers 80' |       | 9' Rihairo Meulens 74' Rocky Siberie | Sir Vivian Richards Stadium, Antigua Toeschouwers: 2.000 Scheidsrechter: Javier Santos (PUR) |

|                                                                 |                                        |       |                                                                                             |                                                                                         |
| 6 september Kwalificatie WK 2014 Groep F № 4 «onderlinge duels» | Curaçao                                | 2 – 4 | Haïti                                                                                       | Ergilio Hatostadion, Willemstad Toeschouwers: 5.000 Scheidsrechter: Jeffrey Solís (CRC) |
| 6 september Kwalificatie WK 2014 Groep F № 4 «onderlinge duels» | Orin de Waard 12' Angelo Zimmerman 43' |       | 37' Kevin Lafrance 58' James Marcelin 61' Wilde Donald Guerrier 75' (e.d.) Angelo Zimmerman | Ergilio Hatostadion, Willemstad Toeschouwers: 5.000 Scheidsrechter: Jeffrey Solís (CRC) |

|                                                       |                                      |       |         |                                                                                           |
| 23 september Vriendschappelijk № 5 «onderlinge duels» | Suriname                             | 2 – 0 | Curaçao | André Kamperveenstadion, Paramaribo Toeschouwers: 6.000 Scheidsrechter: Andy Pireau (SUR) |
| 23 september Vriendschappelijk № 5 «onderlinge duels» | Stefano Rijssel 25' Milton Pinas 60' |       |         | André Kamperveenstadion, Paramaribo Toeschouwers: 6.000 Scheidsrechter: Andy Pireau (SUR) |

|                                                       |                                          |       |                                   |                                                                                           |
| 25 september Vriendschappelijk № 6 «onderlinge duels» | Suriname                                 | 2 – 2 | Curaçao                           | André Kamperveenstadion, Paramaribo Toeschouwers: 6.000 Scheidsrechter: Andy Pireau (SUR) |
| 25 september Vriendschappelijk № 6 «onderlinge duels» | Evani Esperance 14' Giovanni Drenthe 61' |       | 27' Mirco Colina 66' Mirco Colina | André Kamperveenstadion, Paramaribo Toeschouwers: 6.000 Scheidsrechter: Andy Pireau (SUR) |

|                                                               |         |                     |                    |                                                                                       |
| 7 oktober Kwalificatie WK 2014 Groep F № 7 «onderlinge duels» | Curaçao | 0 – 3               | Antigua en Barbuda | Ergilio Hatostadion, Willemstad Toeschouwers: 2.563 Scheidsrechter: Oscar Reyna (GUA) |
| 7 oktober Kwalificatie WK 2014 Groep F № 7 «onderlinge duels» |         | 73' Tamarley Thomas |                    | Ergilio Hatostadion, Willemstad Toeschouwers: 2.563 Scheidsrechter: Oscar Reyna (GUA) |

|                                                                |                                                        |       |                                   |                                                                                           |
| 11 oktober Kwalificatie WK 2014 Groep F № 8 «onderlinge duels» | Haïti                                                  | 2 – 2 | Curaçao                           | Sylvio Catorstadion, Port-au-Prince Toeschouwers: 7.800 Scheidsrechter: Leon Clarke (SLA) |
| 11 oktober Kwalificatie WK 2014 Groep F № 8 «onderlinge duels» | Jean-Eudes Maurice 25' (pen.) Kervens Belfort Fils 60' |       | 7' Rocky Siberie 14' Sendley Bito | Sylvio Catorstadion, Port-au-Prince Toeschouwers: 7.800 Scheidsrechter: Leon Clarke (SLA) |

|                                                                 |                             |                                                     |         |                                                                                               |
| 11 november Kwalificatie WK 2014 Groep F № 9 «onderlinge duels» | Amerikaanse Maagdeneilanden | 0 – 3                                               | Curaçao | Paul E. Joseph Stadium, Frederiksted Toeschouwers: 210 Scheidsrechter: Mauricio Navarro (CAN) |
| 11 november Kwalificatie WK 2014 Groep F № 9 «onderlinge duels» |                             | 8' Rocky Siberie 14' Rocky Siberie 26' Sendley Bito |         | Paul E. Joseph Stadium, Frederiksted Toeschouwers: 210 Scheidsrechter: Mauricio Navarro (CAN) |

|                                                                  | |       |                             |                                                                                           |
| 15 november Kwalificatie WK 2014 Groep F № 10 «onderlinge duels» | Curaçao | 6 – 1 | Amerikaanse Maagdeneilanden | Ergilio Hatostadion, Willemstad Toeschouwers: 2.000 Scheidsrechter: Valdin Legister (JAM) |
| 15 november Kwalificatie WK 2014 Groep F № 10 «onderlinge duels» | Shanon Carmelia 33' Rocky Siberie 40' Everon Espacia 73' Shanon Carmelia 78' Rocky Siberie 86' Angelo Cijntje 90' |       | 51' Keithroy Cornelius      | Ergilio Hatostadion, Willemstad Toeschouwers: 2.000 Scheidsrechter: Valdin Legister (JAM) |

|                                                               |                  |       |                                                       |                                                                                                  |
| 2 december ABCS-toernooi Eerste ronde № 11 «onderlinge duels» | Curaçao          | 1 – 3 | Bonaire                                               | Dr. Ir. F. Essed Stadion, Paramaribo Toeschouwers: 3.500 Scheidsrechter: Enrico Wijngaarde (SUR) |
| 2 december ABCS-toernooi Eerste ronde № 11 «onderlinge duels» | Sendley Bito 10' |       | 25' Kenny Kunst 72' Ivanny Calvenhoven 87' André Piar | Dr. Ir. F. Essed Stadion, Paramaribo Toeschouwers: 3.500 Scheidsrechter: Enrico Wijngaarde (SUR) |

|                                                               |                                     |       |         |                                                          |
| 4 december ABCS-toernooi Troostfinale № 12 «onderlinge duels» | Suriname                            | 2 – 0 | Curaçao | Dr. Ir. F. Essed Stadion, Paramaribo Toeschouwers: 3.500 |
| 4 december ABCS-toernooi Troostfinale № 12 «onderlinge duels» | Stefano Baneti 46' Emilio Limon 76' |       |         | Dr. Ir. F. Essed Stadion, Paramaribo Toeschouwers: 3.500 |

### 2012
|                                                            |                                                          |       |                                        |                                                                   |
| 13 juli ABCS-toernooi Eerste ronde № 13 «onderlinge duels» | Aruba                                                    | 3 – 2 | Curaçao                                | Trinidad Stadion, Oranjestad Scheidsrechter: Antonius Pinas (SUR) |
| 13 juli ABCS-toernooi Eerste ronde № 13 «onderlinge duels» | Rashidi Gilkes 2' Dwaynalex Raven 44' Rensy Barradas 76' |       | 70' Jurensley Martina 72' Mirco Colina | Trinidad Stadion, Oranjestad Scheidsrechter: Antonius Pinas (SUR) |

|                                                            |         |       |         |                                                                   |
| 15 juli ABCS-toernooi Troostfinale № 14 «onderlinge duels» | Bonaire | 2 – 9 | Curaçao | Trinidad Stadion, Oranjestad Scheidsrechter: Antonius Pinas (SUR) |
| 15 juli ABCS-toernooi Troostfinale № 14 «onderlinge duels» |         |       |         | Trinidad Stadion, Oranjestad Scheidsrechter: Antonius Pinas (SUR) |

|                                                               |                                                                                              |       |                        |                                                                                        |
| 21 oktober Caribbean Cup 2012 Groep 2 № 15 «onderlinge duels» | Saint Lucia                                                                                  | 5 – 1 | Curaçao                | Beausejour Stadium, Gros Islet Toeschouwers: 1.650 Scheidsrechter: Bryan Willett (ANT) |
| 21 oktober Caribbean Cup 2012 Groep 2 № 15 «onderlinge duels» | Tremain Paul 14' Cliff Valcin 44' Eden Charles 51' Tafari Charlemagne 87' Kurt Frederick 90' |       | 48' Christopher Isenia | Beausejour Stadium, Gros Islet Toeschouwers: 1.650 Scheidsrechter: Bryan Willett (ANT) |

|                                                               |                         |       |                                               |                                                                                      |
| 23 oktober Caribbean Cup 2012 Groep 2 № 16 «onderlinge duels» | Curaçao                 | 1 – 2 | Guyana                                        | Beausejour Stadium, Gros Islet Toeschouwers: 750 Scheidsrechter: Raymond Bogle (JAM) |
| 23 oktober Caribbean Cup 2012 Groep 2 № 16 «onderlinge duels» | Colin Nelson 53' (e.d.) |       | 1' Vurlon Mills 42' (pen.) Gregory Richardson | Beausejour Stadium, Gros Islet Toeschouwers: 750 Scheidsrechter: Raymond Bogle (JAM) |

|                                                               |                                                                                |       |         |                                                                                      |
| 25 oktober Caribbean Cup 2012 Groep 2 № 17 «onderlinge duels» | Saint Vincent en de Grenadines                                                 | 4 – 0 | Curaçao | Beausejour Stadium, Gros Islet Toeschouwers: 852 Scheidsrechter: Sandy Vasquez (DOM) |
| 25 oktober Caribbean Cup 2012 Groep 2 № 17 «onderlinge duels» | Cornelius Stewart 8' Darren Hamlett 58' Cornelius Stewart 76' Myron Samuel 78' |       |         | Beausejour Stadium, Gros Islet Toeschouwers: 852 Scheidsrechter: Sandy Vasquez (DOM) |

### 2013
|                                                                |                                         |       |       |                                                                        |
| 14 november ABCS-toernooi Eerste ronde № 18 «onderlinge duels» | Curaçao                                 | 2 – 0 | Aruba | Ergilio Hatostadion, Willemstad Scheidsrechter: Johannes Dolaini (SUR) |
| 14 november ABCS-toernooi Eerste ronde № 18 «onderlinge duels» | Stallone Isenia 14' Stallone Isenia 31' |       |       | Ergilio Hatostadion, Willemstad Scheidsrechter: Johannes Dolaini (SUR) |

|                                                          |                       |       |                                                        |                                                                       |
| 16 november ABCS-toernooi Finale № 19 «onderlinge duels» | Curaçao               | 1 – 3 | Suriname                                               | Ergilio Hatostadion, Willemstad Scheidsrechter: Javier Jauregui (CUW) |
| 16 november ABCS-toernooi Finale № 19 «onderlinge duels» | Ruensley Leuteria 43' |       | 4' Vitorinio Pinas 67' Virgill Najoe 88' Virgill Najoe | Ergilio Hatostadion, Willemstad Scheidsrechter: Javier Jauregui (CUW) |

### 2014
|                                                                             |                                      |       |                                        |                                                                       |
| 3 september Kwalificatie Caribbean Cup 2014 Groep 4 № 20 «onderlinge duels» | Puerto Rico                          | 2 – 2 | Curaçao                                | Estadio Juan Ramón Loubriel, Bayamón Scheidsrechter: Jhon Pitti (PAN) |
| 3 september Kwalificatie Caribbean Cup 2014 Groep 4 № 20 «onderlinge duels» | Joseph Marrero 7' Joseph Marrero 51' |       | 59' Prince Rajcomar 82' Shelton Martis | Estadio Juan Ramón Loubriel, Bayamón Scheidsrechter: Jhon Pitti (PAN) |

|                                                                             |                                           |       |                   |                                                                         |
| 5 september Kwalificatie Caribbean Cup 2014 Groep 4 № 21 «onderlinge duels» | Curaçao                                   | 2 – 1 | Grenada           | Estadio Juan Ramón Loubriel, Bayamón Scheidsrechter: Jafeth Perea (PAN) |
| 5 september Kwalificatie Caribbean Cup 2014 Groep 4 № 21 «onderlinge duels» | Prince Rajcomar 57' Gevaro Nepomuceno 62' |       | 4' Wendell Rennie | Estadio Juan Ramón Loubriel, Bayamón Scheidsrechter: Jafeth Perea (PAN) |

|                                                                             |              |       |         |                                                                       |
| 7 september Kwalificatie Caribbean Cup 2014 Groep 4 № 22 «onderlinge duels» | Frans-Guyana | 0 – 0 | Curaçao | Estadio Juan Ramón Loubriel, Bayamón Scheidsrechter: Jhon Pitti (PAN) |
| 7 september Kwalificatie Caribbean Cup 2014 Groep 4 № 22 «onderlinge duels» |              |       |         | Estadio Juan Ramón Loubriel, Bayamón Scheidsrechter: Jhon Pitti (PAN) |

|                                                                           |                          |       |                    |                                                                                 |
| 8 oktober Kwalificatie Caribbean Cup 2014 Groep 9 № 23 «onderlinge duels» | Curaçao                  | 1 – 1 | Martinique         | Stade René Serge Nabajoth, Les Abymes Scheidsrechter: Christophel Stewart (CAY) |
| 8 oktober Kwalificatie Caribbean Cup 2014 Groep 9 № 23 «onderlinge duels» | Vidarrell Merencia 90+1' |       | 51' Julien Faubert | Stade René Serge Nabajoth, Les Abymes Scheidsrechter: Christophel Stewart (CAY) |

|                                                                            |                                |       |         |                                                                           |
| 10 oktober Kwalificatie Caribbean Cup 2014 Groep 9 № 24 «onderlinge duels» | Saint Vincent en de Grenadines | 1 – 0 | Curaçao | Stade René Serge Nabajoth, Les Abymes Scheidsrechter: Bryan Willett (ANT) |
| 10 oktober Kwalificatie Caribbean Cup 2014 Groep 9 № 24 «onderlinge duels» | Oalex Anderson 4'              |       |         | Stade René Serge Nabajoth, Les Abymes Scheidsrechter: Bryan Willett (ANT) |

|                                                                            |            |                          |         |                                                                        |
| 12 oktober Kwalificatie Caribbean Cup 2014 Groep 9 № 25 «onderlinge duels» | Guadeloupe | 0 – 1                    | Curaçao | Stade René Serge Nabajoth, Les Abymes Scheidsrechter: Leo Clarke (SLA) |
| 12 oktober Kwalificatie Caribbean Cup 2014 Groep 9 № 25 «onderlinge duels» |            | 90+2' Vidarrell Merencia |         | Stade René Serge Nabajoth, Les Abymes Scheidsrechter: Leo Clarke (SLA) |

| Caribbean Cup 2014 |
| ------------------ |

|                                                                |                                        |       |                                                             |                                                                         |
| 11 november Caribbean Cup 2014 Groep A № 26 «onderlinge duels» | Curaçao                                | 2 – 3 | Trinidad en Tobago                                          | Catherine Hall Stadium, Montego Bay Scheidsrechter: Trevor Taylor (BAR) |
| 11 november Caribbean Cup 2014 Groep A № 26 «onderlinge duels» | Rihairo Meulens 18' Gianluca Maria 48' |       | 26' (pen.) Kenwyne Jones 38' Kenwyne Jones 52' Kevin Molino | Catherine Hall Stadium, Montego Bay Scheidsrechter: Trevor Taylor (BAR) |

|                                                                |                                           |       |                                                               |                                                                           |
| 13 november Caribbean Cup 2014 Groep A № 27 «onderlinge duels» | Curaçao                                   | 2 – 3 | Cuba                                                          | Catherine Hall Stadium, Montego Bay Scheidsrechter: Wilson Da Costa (BHS) |
| 13 november Caribbean Cup 2014 Groep A № 27 «onderlinge duels» | Prince Rajcomar 45' Gevaro Nepomuceno 69' |       | 15' Jorge Luis Corrales 51' Yasmany López 90+5' Orisbel Leiva | Catherine Hall Stadium, Montego Bay Scheidsrechter: Wilson Da Costa (BHS) |

|                                                                |                                                                           |       |                     |                                                                      |
| 15 november Caribbean Cup 2014 Groep A № 28 «onderlinge duels» | Frans-Guyana                                                              | 4 – 1 | Curaçao             | Catherine Hall Stadium, Montego Bay Scheidsrechter: Leo Clarke (SLA) |
| 15 november Caribbean Cup 2014 Groep A № 28 «onderlinge duels» | Brian Saint-Clair 18' Gilles Fabien 26' Nekie Adipi 34' Gilles Fabien 64' |       | 84' Rihairo Meulens | Catherine Hall Stadium, Montego Bay Scheidsrechter: Leo Clarke (SLA) |

|  |  |  |  |  |  |  |  |  |

### 2015
|                                                               |         |                    |       |                                                                          |
| 30 januari ABCS-toernooi Eerste ronde № 29 «onderlinge duels» | Curaçao | 0 – 0 (3 – 5 n.s.) | Aruba | Franklin Essedstadion, Paramaribo Scheidsrechter: Johannes Dolaini (SUR) |
| 30 januari ABCS-toernooi Eerste ronde № 29 «onderlinge duels» |         |                    |       | Franklin Essedstadion, Paramaribo Scheidsrechter: Johannes Dolaini (SUR) |

|                                                               |                       |       |                                                                       |                                                                           |
| 1 februari ABCS-toernooi Troostfinale № 30 «onderlinge duels» | Bonaire               | 1 – 4 | Curaçao                                                               | Franklin Essedstadion, Paramaribo Scheidsrechter: Ricangel de Lecca (ARU) |
| 1 februari ABCS-toernooi Troostfinale № 30 «onderlinge duels» | Suehendley Barzey 85' |       | Randall Winklaar Jurensley Martina Randall Winklaar Jurensley Martina | Franklin Essedstadion, Paramaribo Scheidsrechter: Ricangel de Lecca (ARU) |

|                                                                              |                                                         |       |                 |                                                                                        |
| 27 maart Kwalificatie WK 2018 Eerste ronde № 31 «onderlinge duels» 20:00 uur | Curaçao                                                 | 2 – 1 | Montserrat      | Ergilio Hatostadion, Willemstad Toeschouwers: 9.000 Scheidsrechter: Oscar Davila (NIC) |
| 27 maart Kwalificatie WK 2018 Eerste ronde № 31 «onderlinge duels» 20:00 uur | Vidarrell Merencia 9' Felitciano Zschusschen 40' (pen.) |       | 25' Lyle Taylor | Ergilio Hatostadion, Willemstad Toeschouwers: 9.000 Scheidsrechter: Oscar Davila (NIC) |

|                                                                              |                                            |       |                                         |                                                                                            |
| 31 maart Kwalificatie WK 2018 Eerste ronde № 32 «onderlinge duels» 19:00 uur | Montserrat                                 | 2 – 2 | Curaçao                                 | Blakes Estate Stadium, Saint John's Toeschouwers: 500 Scheidsrechter: Rodphin Harris (TRI) |
| 31 maart Kwalificatie WK 2018 Eerste ronde № 32 «onderlinge duels» 19:00 uur | Jamal Willer 65' Bradley Woods-Garness 81' |       | 41' Darryl Lachman 87' Charlton Vicento | Blakes Estate Stadium, Saint John's Toeschouwers: 500 Scheidsrechter: Rodphin Harris (TRI) |

|                                                  |                                              |       |                                   |                                                 |
| 20 mei Vriendschappelijk № 33 «onderlinge duels» | Curaçao                                      | 3 – 2 | Suriname                          | Almere City-stadion, Almere Toeschouwers: 2.500 |
| 20 mei Vriendschappelijk № 33 «onderlinge duels» | Vidarell Merencia Prince Rajcomar Jason Wall |       | Nigel Hasselbaink Genaro Snijders | Almere City-stadion, Almere Toeschouwers: 2.500 |

|                                                            |                      |       |                    |                                                                      |
| 5 juni Vriendschappelijk № 34 «onderlinge duels» 20:00 uur | Curaçao              | 1 – 0 | Trinidad en Tobago | Ergilio Hatostadion, Willemstad Scheidsrechter: Juniel Adelina (CUW) |
| 5 juni Vriendschappelijk № 34 «onderlinge duels» 20:00 uur | Charlton Vicento 85' |       |                    | Ergilio Hatostadion, Willemstad Scheidsrechter: Juniel Adelina (CUW) |

|                                                                   |         |       |      |                                                                                          |
| 10 juni Kwalificatie WK 2018 Tweede ronde № 35 «onderlinge duels» | Curaçao | 0 – 0 | Cuba | Ergilio Hatostadion, Willemstad Toeschouwers: 15.000 Scheidsrechter: Óscar Moncada (HON) |
| 10 juni Kwalificatie WK 2018 Tweede ronde № 35 «onderlinge duels» |         |       |      | Ergilio Hatostadion, Willemstad Toeschouwers: 15.000 Scheidsrechter: Óscar Moncada (HON) |

|                                                                   |                   |       |                     |                                                                  |
| 14 juni Kwalificatie WK 2018 Tweede ronde № 36 «onderlinge duels» | Cuba              | 1 – 1 | Curaçao             | Estadio Pedro Marrero, Havana Scheidsrechter: Jafeth Perea (PAN) |
| 14 juni Kwalificatie WK 2018 Tweede ronde № 36 «onderlinge duels» | Yénier Márquez 5' |       | 16' Papito Merencia | Estadio Pedro Marrero, Havana Scheidsrechter: Jafeth Perea (PAN) |

|                                                                                |         |                     |             |                                                                       |
| 4 september Kwalificatie WK 2018 Derde ronde № 37 «onderlinge duels» 19:05 uur | Curaçao | 0 – 1               | El Salvador | Ergilio Hatostadion, Willemstad Scheidsrechter: Valdin Legister (JAM) |
| 4 september Kwalificatie WK 2018 Derde ronde № 37 «onderlinge duels» 19:05 uur |         | 12' Alexander Larín |             | Ergilio Hatostadion, Willemstad Scheidsrechter: Valdin Legister (JAM) |

|                                                                                |                     |       |         |                                                                       |
| 8 september Kwalificatie WK 2018 Derde ronde № 38 «onderlinge duels» 19:35 uur | El Salvador         | 1 – 0 | Curaçao | Estadio Cuscatlan, San Salvador Scheidsrechter: Ricardo Montero (CRC) |
| 8 september Kwalificatie WK 2018 Derde ronde № 38 «onderlinge duels» 19:35 uur | Jonathan Barrios 9' |       |         | Estadio Cuscatlan, San Salvador Scheidsrechter: Ricardo Montero (CRC) |

### 2016
|                                                                                         |                      |       |         |                                                                            |
| 23 maart Kwalificatie Caribbean Cup 2017 Eerste ronde № 39 «onderlinge duels» 20:00 uur | Barbados             | 1 – 0 | Curaçao | Usain Bolt Sports Complex, Bridgetown Scheidsrechter: Kevin Morisson (JAM) |
| 23 maart Kwalificatie Caribbean Cup 2017 Eerste ronde № 39 «onderlinge duels» 20:00 uur | Romario Harewood 69' |       |         | Usain Bolt Sports Complex, Bridgetown Scheidsrechter: Kevin Morisson (JAM) |

|                                                                                         |                                                |       |                        |                                                                    |
| 27 maart Kwalificatie Caribbean Cup 2017 Eerste ronde № 40 «onderlinge duels» 20:00 uur | Curaçao                                        | 2 – 1 | Dominicaanse Republiek | Ergilio Hatostadion, Willemstad Scheidsrechter: Dwight Royal (JAM) |
| 27 maart Kwalificatie Caribbean Cup 2017 Eerste ronde № 40 «onderlinge duels» 20:00 uur | Gino van Kessel 66' Felitciano Zschusschen 81' |       | 77' Edipo Rodríguez    | Ergilio Hatostadion, Willemstad Scheidsrechter: Dwight Royal (JAM) |

|                                                                                       |                                          |       |                                                              |                                                                       |
| 1 juni Kwalificatie Caribbean Cup 2017 Tweede ronde № 41 «onderlinge duels» 20:00 uur | Guyana                                   | 2 – 5 | Curaçao                                                      | Ergilio Hatostadion, Willemstad Scheidsrechter: Valdin Legister (JAM) |
| 1 juni Kwalificatie Caribbean Cup 2017 Tweede ronde № 41 «onderlinge duels» 20:00 uur | Sheldon Holder 18' Brandon Beresford 78' |       | 7', 61', 89' Felitciano Zschusschen 42', 63' Gino van Kessel | Ergilio Hatostadion, Willemstad Scheidsrechter: Valdin Legister (JAM) |

|                                                                                       | |       |                             |                                                                         |
| 7 juni Kwalificatie Caribbean Cup 2017 Tweede ronde № 42 «onderlinge duels» 20:00 uur | Curaçao | 7 – 0 | Amerikaanse Maagdeneilanden | Ergilio Hatostadion, Willemstad Scheidsrechter: Veralton Nembhard (JAM) |
| 7 juni Kwalificatie Caribbean Cup 2017 Tweede ronde № 42 «onderlinge duels» 20:00 uur | Gino van Kessel 2' Felitciano Zschusschen 11' Gino van Kessel 24' Leandro Bacuna 44' Gino van Kessel 49' Felitciano Zschusschen 55' Gevaro Nepomuceno 70' |       |                             | Ergilio Hatostadion, Willemstad Scheidsrechter: Veralton Nembhard (JAM) |

|                                                                                    |                                                          |       |                    |                                 |
| 5 oktober Kwalificatie Gold Cup 2017 Derde ronde № 43 «onderlinge duels» 19:00 uur | Curaçao                                                  | 3 – 0 | Antigua en Barbuda | Ergilio Hatostadion, Willemstad |
| 5 oktober Kwalificatie Gold Cup 2017 Derde ronde № 43 «onderlinge duels» 19:00 uur | Leandro Bacuna 12' Rangelo Janga 79' Gino van Kessel 90' |       |                    | Ergilio Hatostadion, Willemstad |

|                                                                                     |                                   |              |                                                                                     |                           |
| 11 oktober Kwalificatie Gold Cup 2017 Derde ronde № 44 «onderlinge duels» 18:00 uur | Puerto Rico                       | 2 – 4 (n.v.) | Curaçao                                                                             | Estadio Loubriel, Bayamón |
| 11 oktober Kwalificatie Gold Cup 2017 Derde ronde № 44 «onderlinge duels» 18:00 uur | Héctor Ramos 16' Héctor Ramos 27' |              | 69' Rangelo Janga 85' Leandro Bacuna 97' Felitciano Zschusschen 120' Leandro Bacuna | Estadio Loubriel, Bayamón |

### 2017
|                                                              |                            |       |                    |                                                                                                   |
| 23 maart Vriendschappelijk № 45 «onderlinge duels» 20:00 uur | Curaçao                    | 1 – 1 | El Salvador        | Stadion dr. Antoine Maduro, Willemstad Toeschouwers: 2.600 Scheidsrechter: Ricangel de Leça (ARU) |
| 23 maart Vriendschappelijk № 45 «onderlinge duels» 20:00 uur | Felitciano Zschusschen 74' |       | 90' Rodolfo Zelaya | Stadion dr. Antoine Maduro, Willemstad Toeschouwers: 2.600 Scheidsrechter: Ricangel de Leça (ARU) |

|                                                             |                                               |       |                   |                                                                            |
| 13 juni Vriendschappelijk № 46 «onderlinge duels» 19:30 uur | Canada                                        | 1 – 1 | Curaçao           | Stade Saputo, Montreal Toeschouwers: 6.026 Scheidsrechter: Ted Unkel (USA) |
| 13 juni Vriendschappelijk № 46 «onderlinge duels» 19:30 uur | Manjrekar James 45' Anthony Jackson-Hamel 87' |       | 43' Rangelo Janga | Stade Saputo, Montreal Toeschouwers: 6.026 Scheidsrechter: Ted Unkel (USA) |

|                                                             |         |       |           | |
| 17 juni Vriendschappelijk № 47 «onderlinge duels» 21:00 uur | Curaçao | 0 – 0 | Nicaragua | Stadion dr. Antoine Maduro, Willemstad Toeschouwers: onbekend Scheidsrechter: Johannes Dolaini (SUR) |
| 17 juni Vriendschappelijk № 47 «onderlinge duels» 21:00 uur |         |       |           | Stadion dr. Antoine Maduro, Willemstad Toeschouwers: onbekend Scheidsrechter: Johannes Dolaini (SUR) |

|                                                                           |                                                |       |                  |                                                                                                |
| 22 juni Caribbean Cup 2017 Halve finale № 48 «onderlinge duels» 20:30 uur | Curaçao                                        | 2 – 1 | Martinique       | Stade Pierre-Aliker, Fort-de-France Toeschouwers: 5.500 Scheidsrechter: Ricangel de Leça (ARU) |
| 22 juni Caribbean Cup 2017 Halve finale № 48 «onderlinge duels» 20:30 uur | Gevaro Nepomuceno 57' (pen.) Rangelo Janga 76' |       | 17' Yoann Arquin | Stade Pierre-Aliker, Fort-de-France Toeschouwers: 5.500 Scheidsrechter: Ricangel de Leça (ARU) |

|                                                                     |                      |       |                               | |
| 25 juni Caribbean Cup 2017 Finale № 49 «onderlinge duels» 19:30 uur | Jamaica              | 1 – 2 | Curaçao                       | Stade Pierre-Aliker, Fort-de-France Toeschouwers: onbekend Scheidsrechter: Michele Rodríguez (CUB) |
| 25 juni Caribbean Cup 2017 Finale № 49 «onderlinge duels» 19:30 uur | Rosario Harriott 82' |       | 10' Elson Hooi 83' Elson Hooi | Stade Pierre-Aliker, Fort-de-France Toeschouwers: onbekend Scheidsrechter: Michele Rodríguez (CUB) |

| CONCACAF Gold Cup 2017 |
| ---------------------- |

|                                                                         |         |                                          |         |                                                                                           |
| 9 juli CONCACAF Gold Cup 2017 Groep C № 50 «onderlinge duels» 16:00 uur | Curaçao | 0 – 2                                    | Jamaica | Qualcomm Stadium, San Diego Toeschouwers: 53.133 Scheidsrechter: Armando Villarreal (USA) |
| 9 juli CONCACAF Gold Cup 2017 Groep C № 50 «onderlinge duels» 16:00 uur |         | 58' Romario Williams 73' Darren Mattocks |         | Qualcomm Stadium, San Diego Toeschouwers: 53.133 Scheidsrechter: Armando Villarreal (USA) |

|                                                                          |                                     |       |         | |
| 13 juli CONCACAF Gold Cup 2017 Groep C № 51 «onderlinge duels» 18:00 uur | El Salvador                         | 2 – 0 | Curaçao | Sports Authority Field at Mile High, Denver Toeschouwers: 49.121 Scheidsrechter: Héctor Rodríguez (HON) |
| 13 juli CONCACAF Gold Cup 2017 Groep C № 51 «onderlinge duels» 18:00 uur | Gerson Mayen 21' Rodolfo Zelaya 24' |       |         | Sports Authority Field at Mile High, Denver Toeschouwers: 49.121 Scheidsrechter: Héctor Rodríguez (HON) |

|                                                                          |         |                                         |        |                                                                                |
| 16 juli CONCACAF Gold Cup 2017 Groep C № 52 «onderlinge duels» 19:00 uur | Curaçao | 0 – 2                                   | Mexico | Alamodome, San Antonio Toeschouwers: 44.232 Scheidsrechter: Kimbell Ward (SKN) |
| 16 juli CONCACAF Gold Cup 2017 Groep C № 52 «onderlinge duels» 19:00 uur |         | 22' Angél Sepúlveda 90+1' Edson Álvarez |        | Alamodome, San Antonio Toeschouwers: 44.232 Scheidsrechter: Kimbell Ward (SKN) |

|  |  |  |  |  |  |  |  |  |

|                                                                |                     |       |                                   |                                                                                            |
| 10 oktober Vriendschappelijk № 53 «onderlinge duels» 17:00 uur | Qatar               | 1 – 2 | Curaçao                           | Jassim Bin Hamad Stadion, Doha Toeschouwers: 120 Scheidsrechter: Mahmood Al-Majarafi (OMA) |
| 10 oktober Vriendschappelijk № 53 «onderlinge duels» 17:00 uur | Hasan Al-Haidos 28' |       | 36' Leandro Bacuna 70' Elson Hooi | Jassim Bin Hamad Stadion, Doha Toeschouwers: 120 Scheidsrechter: Mahmood Al-Majarafi (OMA) |

### 2018
|                                                              |                     |       |                           |                                                                                             |
| 23 maart Vriendschappelijk № 54 «onderlinge duels» 20:00 uur | Curaçao             | 1 – 1 | Bolivia                   | Ergilio Hato Stadion, Willemstad Toeschouwers: 3.384 Scheidsrechter: Ricangel de Leça (ARU) |
| 23 maart Vriendschappelijk № 54 «onderlinge duels» 20:00 uur | Gino van Kessel 33' |       | 63' (e.d.) Darryl Lachman | Ergilio Hato Stadion, Willemstad Toeschouwers: 3.384 Scheidsrechter: Ricangel de Leça (ARU) |

|                                                              |                           |       |         |                                                                                             |
| 26 maart Vriendschappelijk № 55 «onderlinge duels» 21:00 uur | Curaçao                   | 1 – 0 | Bolivia | Ergilio Hato Stadion, Willemstad Toeschouwers: 5.693 Scheidsrechter: Ricangel de Leça (ARU) |
| 26 maart Vriendschappelijk № 55 «onderlinge duels» 21:00 uur | Leandro Bacuna 59' (pen.) |       |         | Ergilio Hato Stadion, Willemstad Toeschouwers: 5.693 Scheidsrechter: Ricangel de Leça (ARU) |

|                                                                                    | |        |         |                                                                                        |
| 10 september Kwalificatie Nations League 2019/20 № 56 «onderlinge duels» 20:00 uur | Curaçao                                                                                             | 10 – 0 | Grenada | Ergilio Hatostadion, Willemstad Toeschouwers: Onbekend Scheidsrechter: Hugo Cruz (CRC) |
| 10 september Kwalificatie Nations League 2019/20 № 56 «onderlinge duels» 20:00 uur | Hooi 11' C. Martina 19' Kuwas 23' Bacuna 53', 68' Janga 59', 84', 88' Nepomuceno 63' Leuteria 90+1' |        |         | Ergilio Hatostadion, Willemstad Toeschouwers: Onbekend Scheidsrechter: Hugo Cruz (CRC) |

|                                                                                  |                             |                                                                           |         |                                                                                    |
| 12 oktober Kwalificatie Nations League 2019/20 № 57 «onderlinge duels» 16:00 uur | Amerikaanse Maagdeneilanden | 0 – 5                                                                     | Curaçao | IMG Academy, Bradenton Toeschouwers: Onbekend Scheidsrechter: Jamar Springer (BAR) |
| 12 oktober Kwalificatie Nations League 2019/20 № 57 «onderlinge duels» 16:00 uur |                             | 29' Janga 33' Nepomuceno 53' (pen.) Bacuna 55' (e.d.) Greene 89' Martinus |         | IMG Academy, Bradenton Toeschouwers: Onbekend Scheidsrechter: Jamar Springer (BAR) |

|                                                                                   |                                                  |       |            |                                                                                            |
| 19 november Kwalificatie Nations League 2019/20 № 58 «onderlinge duels» 21:00 uur | Curaçao                                          | 6 – 0 | Guadeloupe | Ergilio Hatostadion, Willemstad Toeschouwers: Onbekend Scheidsrechter: Jaime Herrera (SLV) |
| 19 november Kwalificatie Nations League 2019/20 № 58 «onderlinge duels» 21:00 uur | Nepomuceno 39', 61' Hooi 58', 79' Janga 77', 90' |       |            | Ergilio Hatostadion, Willemstad Toeschouwers: Onbekend Scheidsrechter: Jaime Herrera (SLV) |

### 2019
|                                                                                        |                          |       |               | |
| 23 maart Kwalificatie Nations League 2019/20 № 59 «onderlinge duels» 18:00 uur (UTC−4) | Antigua en Barbuda       | 2 – 1 | Curaçao       | Sir Vivian Richards Stadium, Antigua Toeschouwers: onbekend Scheidsrechter: Randy Encarnación (DOM) |
| 23 maart Kwalificatie Nations League 2019/20 № 59 «onderlinge duels» 18:00 uur (UTC−4) | Osbourne 1' Benjamin 49' |       | 37' Kastaneer | Sir Vivian Richards Stadium, Antigua Toeschouwers: onbekend Scheidsrechter: Randy Encarnación (DOM) |

|                                                                               |                                   |       |                   |                                                                                    |
| 5 juni King's Cup 2019 Halve finale № 60 «onderlinge duels» 15:30 uur (UTC+7) | Curaçao                           | 3 – 1 | India             | Chang Arena, Buriram Toeschouwers: onbekend Scheidsrechter: Chaireag Ngamsom (THA) |
| 5 juni King's Cup 2019 Halve finale № 60 «onderlinge duels» 15:30 uur (UTC+7) | Bonevacia 15' Hooi 17' Bacuna 33' |       | 31' (pen) Chhetri | Chang Arena, Buriram Toeschouwers: onbekend Scheidsrechter: Chaireag Ngamsom (THA) |

|                                                                         |                              |       |                                    |                                                                                  |
| 8 juni King's Cup 2019 Finale № 61 «onderlinge duels» 19:45 uur (UTC+7) | Vietnam                      | 1 – 1 | Curaçao                            | Chang Arena, Buriram Toeschouwers: onbekend Scheidsrechter: Wiwat Jumpaoon (THA) |
| 8 juni King's Cup 2019 Finale № 61 «onderlinge duels» 19:45 uur (UTC+7) | Phạm 83'                     |       | 58' Carolina                       | Chang Arena, Buriram Toeschouwers: onbekend Scheidsrechter: Wiwat Jumpaoon (THA) |
| 8 juni King's Cup 2019 Finale № 61 «onderlinge duels» 19:45 uur (UTC+7) | Strafschoppen                |       |                                    | Chang Arena, Buriram Toeschouwers: onbekend Scheidsrechter: Wiwat Jumpaoon (THA) |
| 8 juni King's Cup 2019 Finale № 61 «onderlinge duels» 19:45 uur (UTC+7) | Đức Phượng Hoàng Hải Văn Hậu | 4 – 5 | Benschop Hooi Antonia Bacuna Maria | Chang Arena, Buriram Toeschouwers: onbekend Scheidsrechter: Wiwat Jumpaoon (THA) |

| CONCACAF Gold Cup 2019 |
| ---------------------- |

|                                                                                  |         |               |             |                                                                                     |
| 17 juni CONCACAF Gold Cup 2019 Groep C № 62 «onderlinge duels» 18:00 uur (UTC−5) | Curaçao | 0 – 1         | El Salvador | Independence Park, Kingston Toeschouwers: 17.874 Scheidsrechter: Walter López (GUA) |
| 17 juni CONCACAF Gold Cup 2019 Groep C № 62 «onderlinge duels» 18:00 uur (UTC−5) |         | 45+1' Bonilla |             | Independence Park, Kingston Toeschouwers: 17.874 Scheidsrechter: Walter López (GUA) |

|                                                                                  |          |            |         |                                                                                                |
| 21 juni CONCACAF Gold Cup 2019 Groep C № 63 «onderlinge duels» 20:30 uur (UTC−6) | Honduras | 0 – 1      | Curaçao | BBVA Compass Stadium, Houston Toeschouwers: 22.935 Scheidsrechter: Juan Gabriel Calderón (CRC) |
| 21 juni CONCACAF Gold Cup 2019 Groep C № 63 «onderlinge duels» 20:30 uur (UTC−6) |          | 40' Bacuna |         | BBVA Compass Stadium, Houston Toeschouwers: 22.935 Scheidsrechter: Juan Gabriel Calderón (CRC) |

|                                                                                  |               |       |             |                                                                                                |
| 25 juni CONCACAF Gold Cup 2019 Groep C № 64 «onderlinge duels» 17:00 uur (UTC−8) | Jamaica       | 1 – 1 | Curaçao     | Banc of California Stadium, Los Angeles Toeschouwers: 22.503 Scheidsrechter: Marco Ortíz (MEX) |
| 25 juni CONCACAF Gold Cup 2019 Groep C № 64 «onderlinge duels» 17:00 uur (UTC−8) | Nicholson 14' |       | 90+3' Gaari | Banc of California Stadium, Los Angeles Toeschouwers: 22.503 Scheidsrechter: Marco Ortíz (MEX) |

|                                                                                      |                  |       |         |                                                                                                  |
| 30 juni CONCACAF Gold Cup 2019 Kwartfinale № 65 «onderlinge duels» 20:30 uur (UTC−5) | Verenigde Staten | 1 – 0 | Curaçao | Lincoln Financial Field, Philadelphia Toeschouwers: 26.233 Scheidsrechter: Adonai Escobedo (MEX) |
| 30 juni CONCACAF Gold Cup 2019 Kwartfinale № 65 «onderlinge duels» 20:30 uur (UTC−5) | McKennie 25'     |       |         | Lincoln Financial Field, Philadelphia Toeschouwers: 26.233 Scheidsrechter: Adonai Escobedo (MEX) |

|  |  |  |  |  |  |  |  |  |

|                                                                                        |          |       |       |                                                                                             |
| 7 september Nations League 2019/20 Divisie A № 66 «onderlinge duels» 18:00 uur (UTC−5) | Curaçao  | 1 – 0 | Haïti | Ergilio Hatostadion, Willemstad Toeschouwers: Onbekend Scheidsrechter: Keylor Herrera (CRC) |
| 7 september Nations League 2019/20 Divisie A № 66 «onderlinge duels» 18:00 uur (UTC−5) | Hooi 70' |       |       | Ergilio Hatostadion, Willemstad Toeschouwers: Onbekend Scheidsrechter: Keylor Herrera (CRC) |

|                                                                                         |             |       |          |                                                                                              |
| 10 september Nations League 2019/20 Divisie A № 67 «onderlinge duels» 18:00 uur (UTC−5) | Haïti       | 1 – 1 | Curaçao  | Stade Sylvio Cator, Port-au-Prince Toeschouwers: Onbekend Scheidsrechter: Walter López (GUA) |
| 10 september Nations League 2019/20 Divisie A № 67 «onderlinge duels» 18:00 uur (UTC−5) | Pierrot 15' |       | 41' Hooi | Stade Sylvio Cator, Port-au-Prince Toeschouwers: Onbekend Scheidsrechter: Walter López (GUA) |

|                                                                     |            |       |         |                                                                                  |
| 13 oktober Nations League 2019/20 Divisie A № 68 «onderlinge duels» | Costa Rica | 0 – 0 | Curaçao | Estadio Alejandro Morera Soto, Alajuela Scheidsrechter: Armando Villarreal (USA) |
| 13 oktober Nations League 2019/20 Divisie A № 68 «onderlinge duels» |            |       |         | Estadio Alejandro Morera Soto, Alajuela Scheidsrechter: Armando Villarreal (USA) |

|                                                                      |         |       |            |                                 |
| 14 november Nations League 2019/20 Divisie A № 69 «onderlinge duels» | Curaçao | 1 – 2 | Costa Rica | Ergilio Hatostadion, Willemstad |
| 14 november Nations League 2019/20 Divisie A № 69 «onderlinge duels» |         |       |            | Ergilio Hatostadion, Willemstad |

FFK · A-internationals · Curaçaos vrouwenelftal · Olympisch elftal
2011 – 2019 ·
2020 – 2029
2011 · 
2012 · 
2013 · 
2014 · 
2015 ·
2016 ·
2017 ·
2018 ·
2019 ·
2020 ·
2021 ·
2022 ·
2023 ·
2024 ·
2025
Amerikaanse Maagdeneilanden ·
Antigua en Barbuda ·
Argentinië ·
Aruba ·
Bahrein ·
Barbados ·
Bolivia ·
Britse Maagdeneilanden ·
Canada ·
Colombia ·
Costa Rica ·
Cuba ·
Dominicaanse Republiek ·
El Salvador ·
Grenada ·
Guatemala ·
Guyana ·
Haïti ·
Honduras ·
India ·
Indonesië ·
Jamaica ·
Kazachstan ·
Mexico ·
Montserrat ·
Nieuw-Zeeland ·
Nicaragua ·
Panama ·
Puerto Rico ·
Qatar ·
Saint Kitts en Nevis ·
Saint Lucia ·
Saint Vincent en de Grenadines ·
Suriname ·
Trinidad en Tobago ·
Verenigde Staten ·
Vietnam
AFC-zone: Afghanistan · Australië · Bahrein · Bangladesh · Bhutan · Brunei · Cambodja · China · Chinees Taipei · Filipijnen · Guam · Hongkong · India · Indonesië · Iran · Irak · Japan · Jemen · Jordanië · Koeweit · Kirgizië · Laos · Libanon · Macau · Maleisië · Maldiven · Mongolië · Myanmar · Nepal · Noord-Korea · Oezbekistan · Oman · Oost-Timor · Pakistan · Palestina · Qatar · Saoedi-Arabië · Singapore · Sri Lanka · Syrië · Tadjikistan · Thailand · Turkmenistan · Verenigde Arabische Emiraten · Vietnam · Zuid-Korea

CAF-zone: Algerije · Angola · Benin · Botswana · Burkina Faso · Burundi · Centraal-Afrikaanse Republiek · Comoren · Congo-Brazzaville · Congo-Kinshasa · Djibouti · Egypte · Equatoriaal-Guinea · Eritrea · Ethiopië · Gabon · Gambia · Ghana · Guinee · Guinee-Bissau · Ivoorkust · Kaapverdië · Kameroen · Kenia · Lesotho · Liberia · Libië · Madagaskar · Malawi · Mali · Mauritanië · Mauritius · Marokko · Mozambique · Namibië · Niger · Nigeria · Oeganda · Rwanda · Sao Tomé en Principe · Senegal · Seychellen · Sierra Leone · Soedan · Somalië · Swaziland · Tanzania · Togo · Tsjaad · Tunesië · Zambia · Zimbabwe · Zuid-Afrika · Zuid-Soedan 

CONCACAF-zone: Amerikaanse Maagdeneilanden · Anguilla · Antigua en Barbuda · Aruba · Bahama's · Barbados · Belize · Bermuda · Britse Maagdeneilanden · Canada · Kaaimaneilanden · Costa Rica · Cuba · Curaçao · Dominica · Dominicaanse Republiek · El Salvador · Frans Guyana · Grenada · Guadeloupe · Guatemala · Guyana · Haïti · Honduras · Jamaica · Martinique · Mexico · Montserrat · 
Nicaragua · Panama · Puerto Rico · Saint Kitts en Nevis · Saint Lucia · Saint Vincent en de Grenadines · Sint Maarten · Suriname · Trinidad en Tobago · Turks- en Caicoseilanden · Verenigde Staten

CONMEBOL-zone: Argentinië · Bolivia · Brazilië · Chili · Colombia · Ecuador · Paraguay · Peru · Uruguay · Venezuela

OFC-zone: Amerikaans-Samoa · Cookeilanden · Fiji · Nieuw-Caledonië · Nieuw-Zeeland · Papoea-Nieuw-Guinea · Samoa · Salomoneilanden · Tahiti · Tonga · Vanuatu

UEFA-zone: Albanië · Andorra · Armenië · Azerbeidzjan · België · Bosnië en Herzegovina · Bulgarije · Cyprus · Denemarken · Duitsland · Engeland · Estland · Faeröer · Finland · Frankrijk · Georgië · Gibraltar · Griekenland · Hongarije · IJsland · Ierland · Israël · Italië · Kazachstan · Kosovo · Kroatië · Letland · Liechtenstein · Litouwen · Luxemburg · Macedonië · Malta · Moldavië · Montenegro · Nederland · Noord-Ierland · Noorwegen · Oekraïne · Oostenrijk · Polen · Portugal · Roemenië · Rusland · San Marino · Schotland · Servië · Slovenië · Slowakije · Spanje · Tsjechië · Turkije · Wales · Wit-Rusland · Zweden · Zwitserland